# متروی پراگ
متروی پراگ (انگلیسی: Prague Metro) سیستم قطار شهری زیرزمینی در پراگ، جمهوری چک است.
این مترو که در تاریخ ۹ مه ۱۹۷۴ تأسیس شده دارای ۳ خط، ۶۱ ایستگاه و ۶۲٫۵ کیلومتر طول می‌باشد.

## نگارخانه

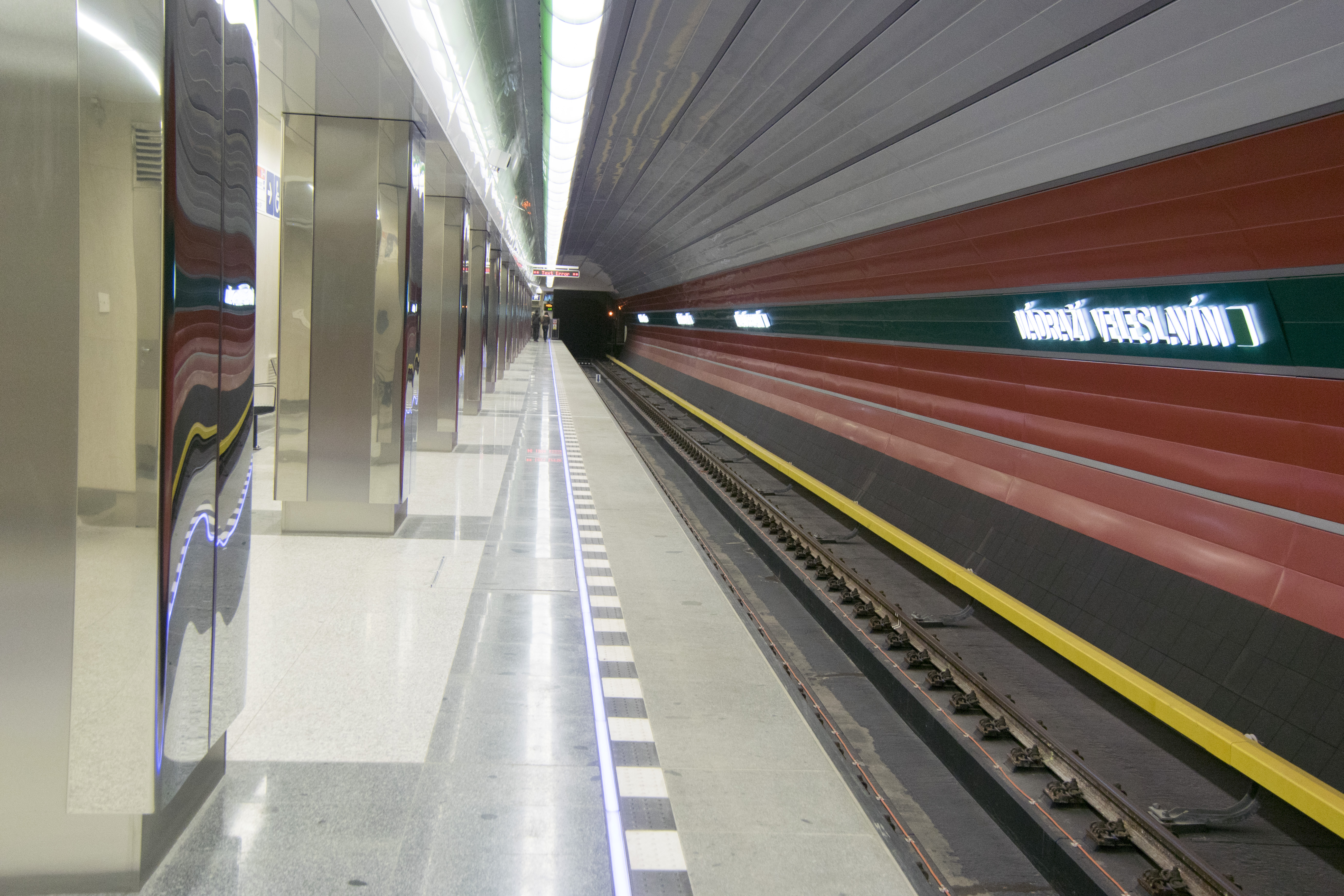
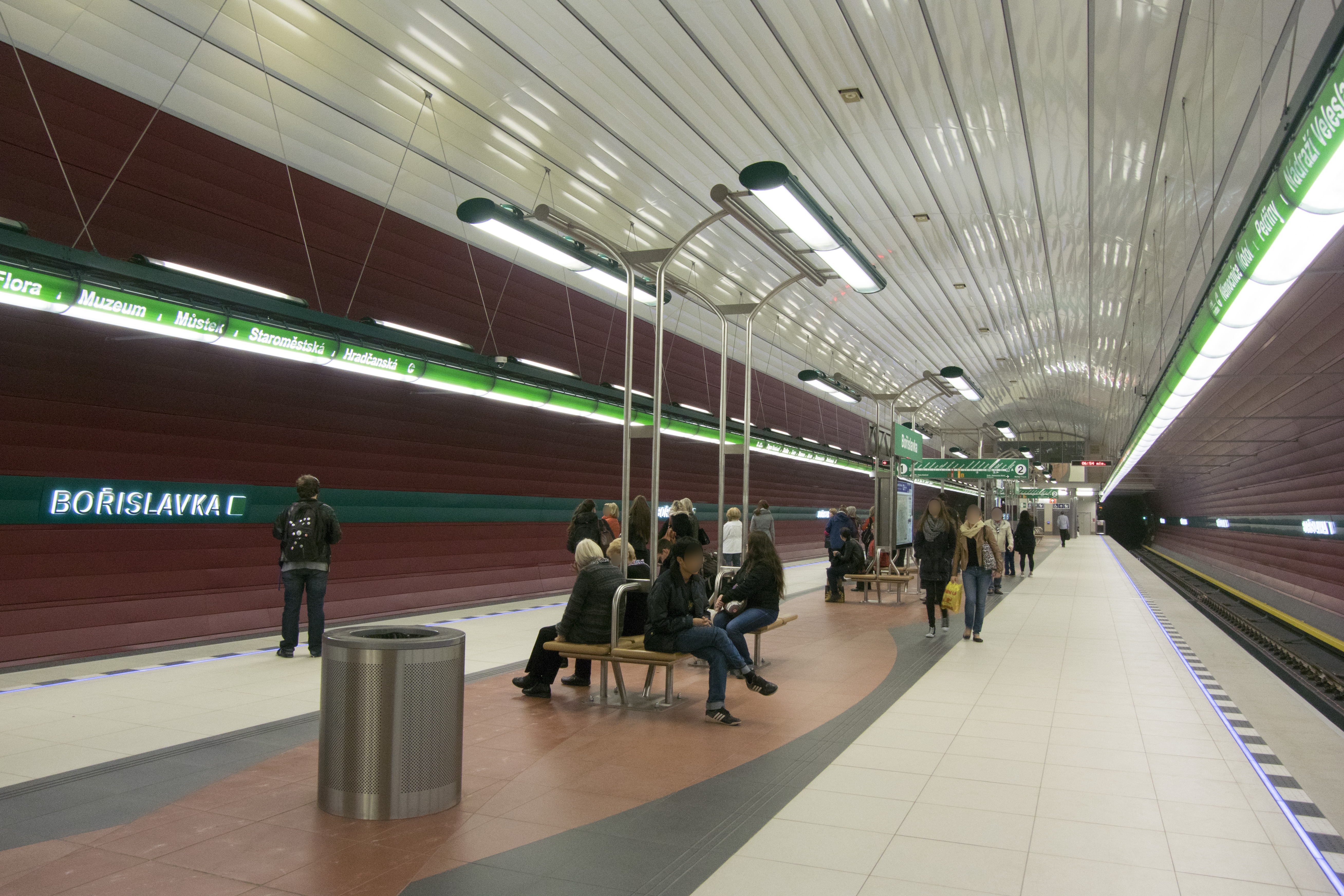
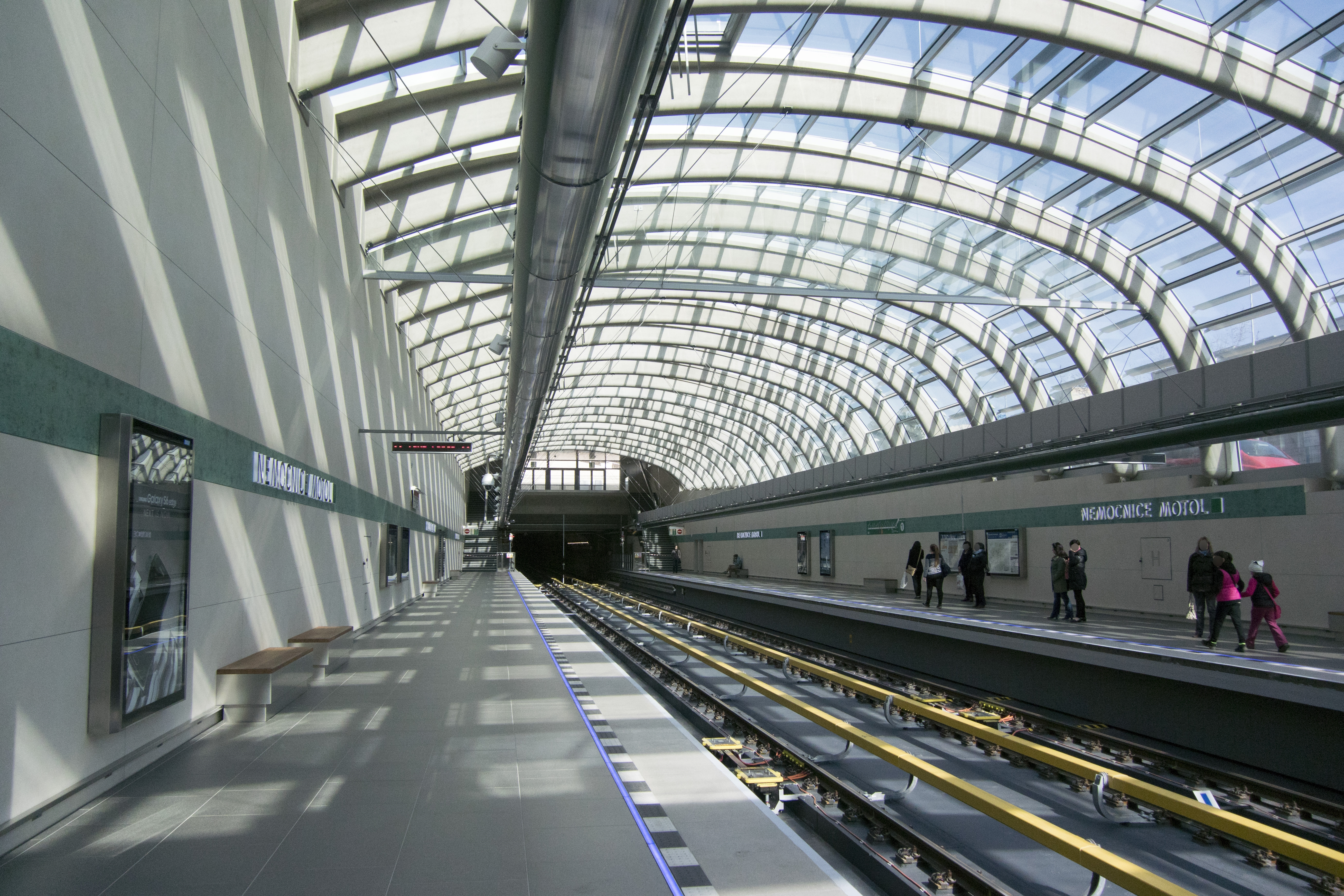
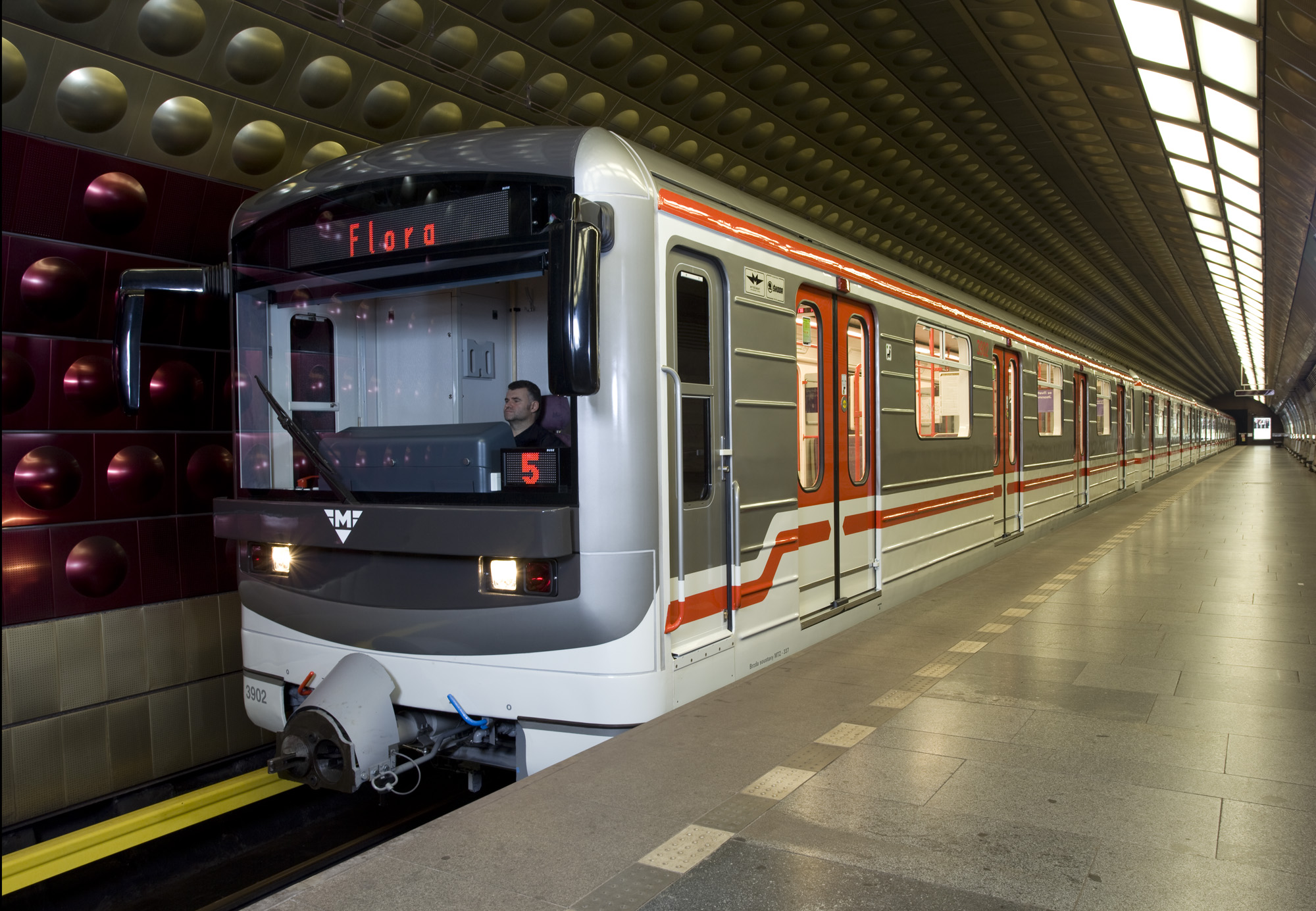
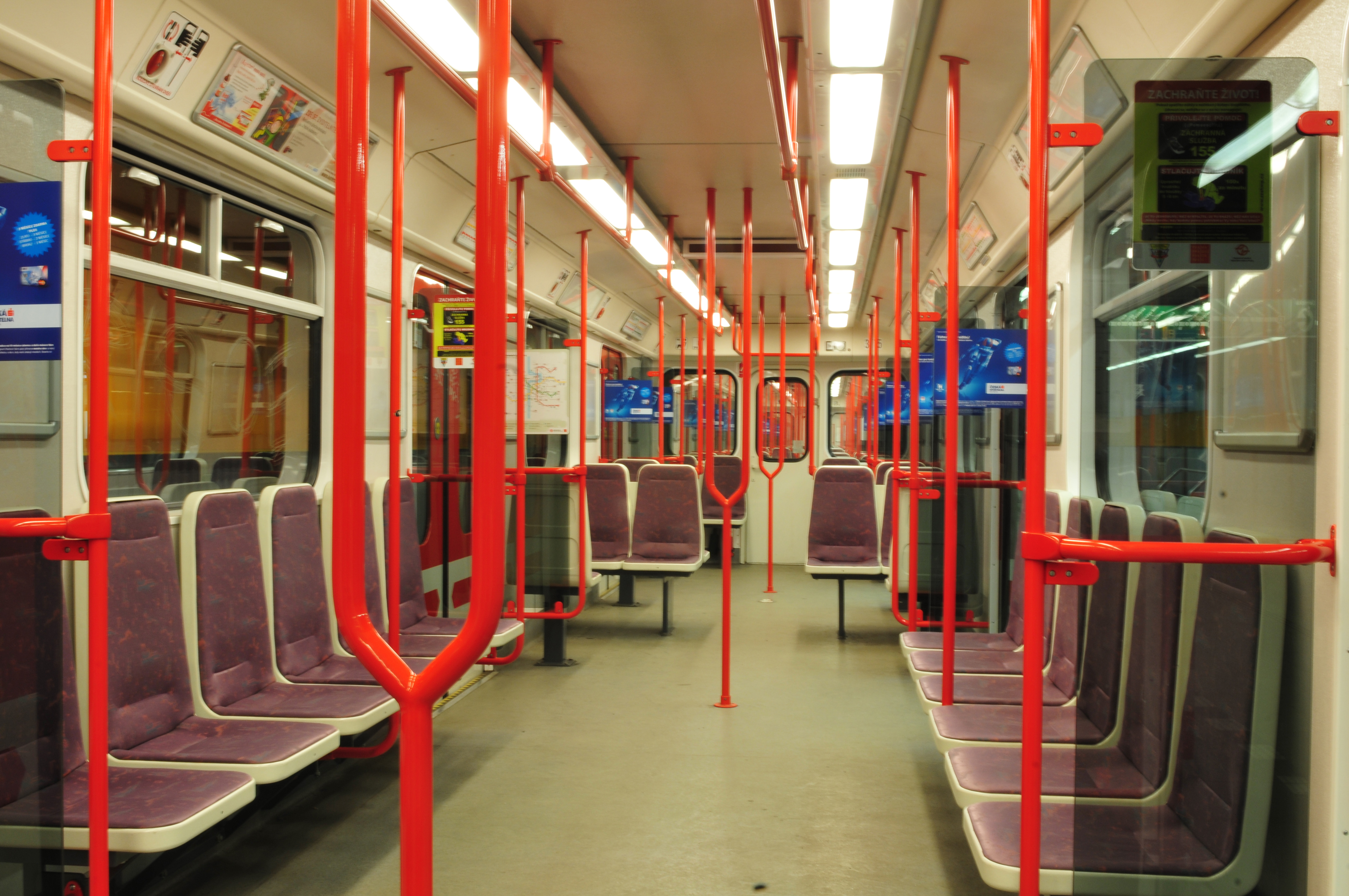
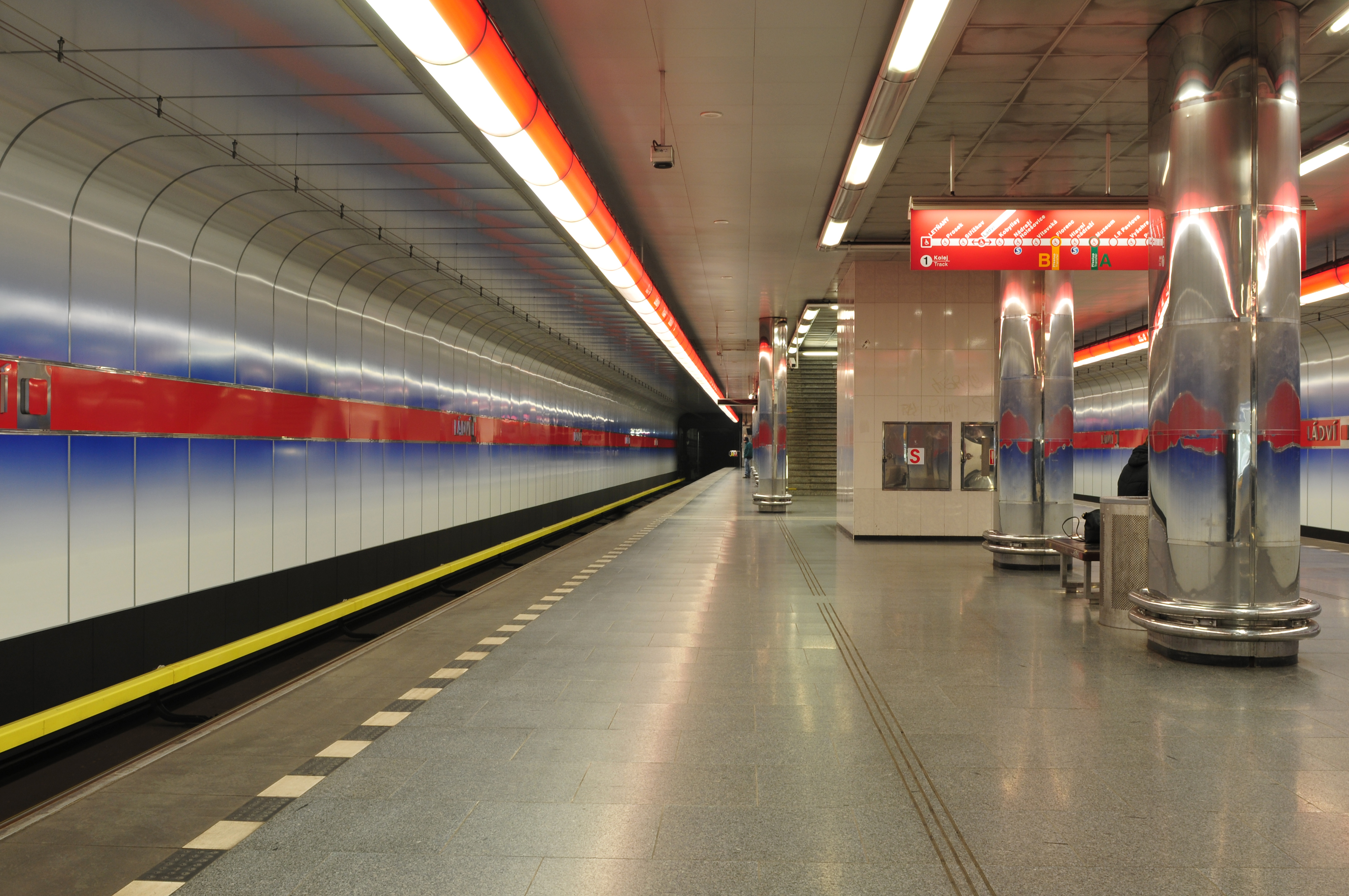
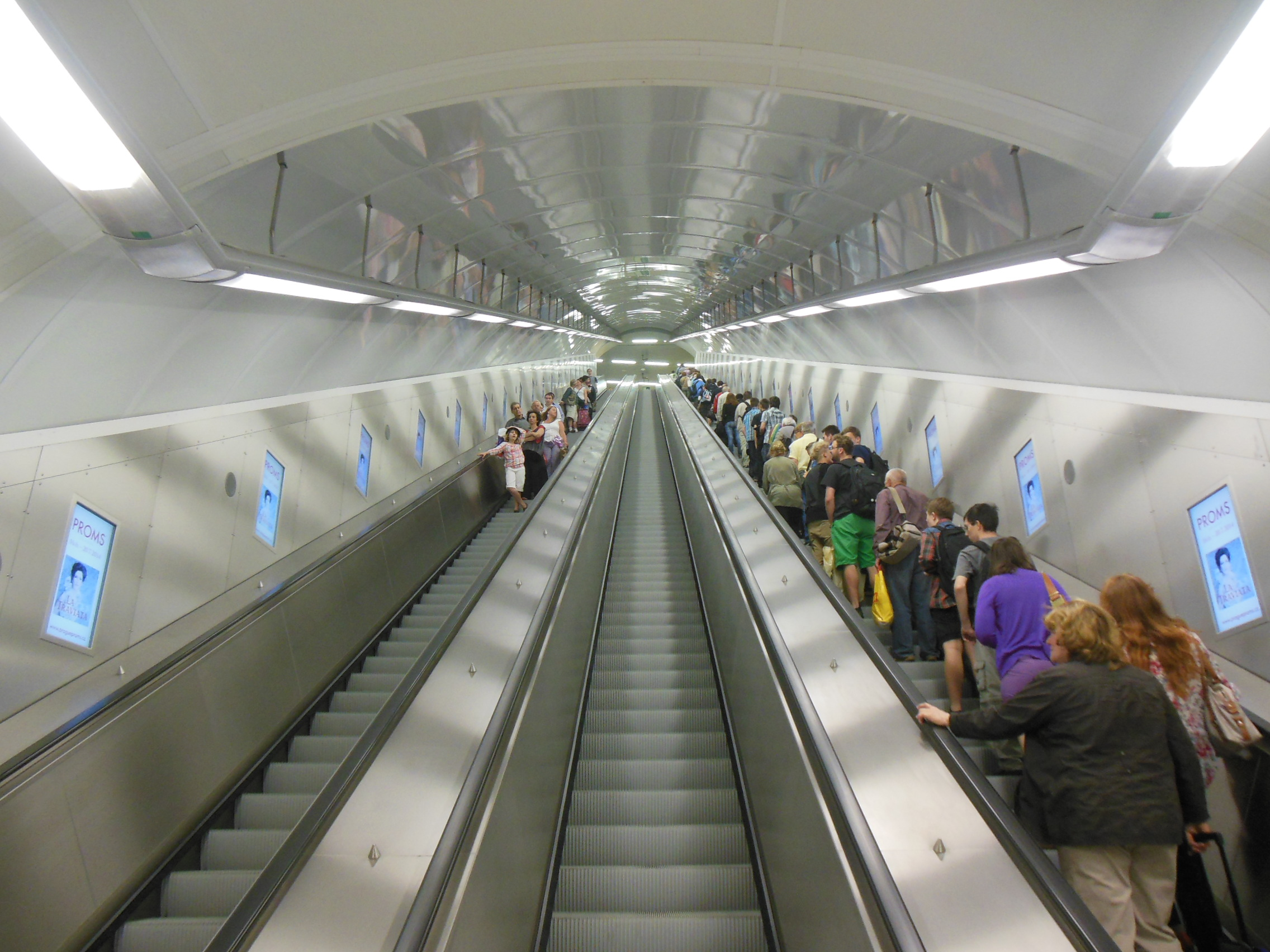

## خط‌ها
| خط    | قرمز  | افتتاح | آخرین گسترش | مسیر                            | طول                      | ایستگاه‌ها |
| ----- | ----- | ------ | ----------- | ------------------------------- | ------------------------ | --------- |
| خط ای | سبز   | ۱۹۷۸   | ۲۰۱۵        | Nemocnice Motol ↔ Depo Hostivař | ۱۷٫۱ کیلومتر (۱۱ مایل)   | ۱۷        |
| خط بی | زرد   | ۱۹۸۵   | ۱۹۹۸        | Zličín ↔ Černý Most             | ۲۵٫۶ کیلومتر (۱۶ مایل)   | ۲۴        |
| خط سی | قرمز  | ۱۹۷۴   | ۲۰۰۸        | Letňany ↔ Háje                  | ۲۲٫۴ کیلومتر (۱۴ مایل)   | ۲۰        |
| مجموع | مجموع | مجموع  | مجموع       | مجموع                           | ۶۵٫۲ کیلومتر (۴۰٫۵ مایل) | ۶۱        |